# Лодердейл (округ, Теннессі)
Шаблон:StateAbbr_ 35°46′ пн. ш. 89°38′ зх. д. / 35.76° пн. ш. 89.63° зх. д.
Округ  Лодердейл (англ. Lauderdale County) — округ (графство) у штаті  Теннессі, США. Ідентифікатор округу 47097.

## Історія
Округ утворений 1835 року.

## Демографія
За даними перепису 2000 року загальне населення округу становило 27101 осіб, зокрема міського населення було 10932, а сільського — 16169. Серед мешканців округу чоловіків було 14076, а жінок — 13025. В окрузі було 9567 домогосподарств, 6816 родин, які мешкали в 10563 будинках. Середній розмір родини становив 3,06.
Віковий розподіл населення поданий у таблиці:
| Стать    | До 15 років | 15-21 | 22-29 | 30-39 | 40-49 | 50-65 | 65-85 | Понад 85 |
| -------- | ----------- | ----- | ----- | ----- | ----- | ----- | ----- | -------- |
| Чоловіки | 2854        | 1434  | 1925  | 2493  | 2131  | 1954  | 1151  | 134      |
| Жінки    | 2742        | 1251  | 1260  | 1870  | 1840  | 2079  | 1679  | 304      |

## Суміжні округи
- Даєр — північ
- Крокетт — схід
- Гейвуд — південний схід
- Тіптон — південь
- Міссіссіппі, Арканзас — захід

## Виноски
1. ↑  U.S. Decennial Census. United States Census Bureau. Архів оригіналу за 19 липня 2018. Процитовано 7 квітня 2015.
2. ↑  Historical Census Browser. University of Virginia Library. Архів оригіналу за 11 серпня 2012. Процитовано 7 квітня 2015.
3. ↑  Forstall, Richard L., ред. (27 березня 1995). Population of Counties by Decennial Census: 1900 to 1990. United States Census Bureau. Архів оригіналу за 21 лютого 2015. Процитовано 7 квітня 2015.
4. ↑  Census 2000 PHC-T-4. Ranking Tables for Counties: 1990 and 2000 (PDF). United States Census Bureau. 2 квітня 2001. Архів оригіналу (PDF) за 18 грудня 2014. Процитовано 7 квітня 2015.
5. ↑  State & County QuickFacts. United States Census Bureau. Архів оригіналу за 7 червня 2011. Процитовано 3 грудня 2013.(англ.) Наведено за англійською вікіпедією.
6. ↑  American FactFinder. Бюро перепису населення США. Архів оригіналу за 26 лютого 2012. Процитовано 31 січня 2008.

| США | Це незавершена стаття з географії США. Ви можете допомогти проєкту, виправивши або дописавши її. |